# AB Aichhalden
Der AB Aichhalden (AthletenBund Aichhalden) wurde im Jahr 1919 gegründet. In der 4000 Seelengemeinde Aichhalden im Schwarzwald gehört der Ringkampfsport zum sportlichen Aushängeschild.
2006 ist der Aktivenmannschaft der Aufstieg in die 1. Bundesliga Gruppe Südwest gelungen. Dies ist der bisher größte Erfolg in der Vereinsgeschichte. Jedoch mussten sie nach zehn verlorenen Kämpfen als Tabellenletzter in die Relegation, wo sie nur 2. hinter der TuS Adelhausen wurden und damit 2007/2008 wieder in der 2. Bundesliga ringen.
Der Verein ist insgesamt mit fünf Mannschaften vertreten. Neben der II. Mannschaft in der Verbandsliga kämpft die III. Mannschaft der Aktiven in der Bezirksliga. Zur Saison 2008/2009 hat sich daran nichts verändert.
Des Weiteren sind auch zwei Schülermannschaften vertreten, welche ab der Saison 2008/2009 nun beide in höchstmöglichen Jugendliga ringen. Zudem wurde die C/D-Jugendmannschaft 2008 zum wiederholten Male württembergischer Mannschaftsmeister.
| Platzierungen seit 2000 | Platzierungen seit 2000 | Platzierungen seit 2000 | Platzierungen seit 2000 | Platzierungen seit 2000 |
| ----------------------- | ----------------------- | ----------------------- | ----------------------- | ----------------------- |
| 2000/01                 | 2. Liga                 | 2. Bundesliga Süd       | Platz 06 (von 10)       |                         |
| 2001/02                 | 2. Liga                 | 2. Bundesliga Süd       | Platz 05 (von 10)       |                         |
| 2002/03                 | 2. Liga                 | 2. Bundesliga Süd       | Platz 07 (von 09)       |                         |
| 2003/04                 | 2. Liga                 | 2. Bundesliga Süd       | Platz 06 (von 09)       |                         |
| 2004/05                 | 2. Liga                 | 2. Bundesliga Süd       | Platz 07 (von 10)       |                         |
| 2005/06                 | 2. Liga                 | 2. Bundesliga Süd       | Platz 03 (von 10)       | Aufstieg                |
| 2006/07                 | 1. Liga                 | 1. Bundesliga Südwest   | Platz 06 (von 06)       | Relegation – Abstieg    |
| 2007/08                 | 2. Liga                 | 2. Bundesliga Süd       | Platz 04 (von 09)       |                         |
| 2008/09                 | 2. Liga                 | 2. Bundesliga Süd       | Platz 02 (von 10)       |                         |
| 2009/10                 | 2. Liga                 | 2. Bundesliga Süd       | Platz 09 (von 10)       |                         |
| 2010/11                 | 4. Liga                 | Oberliga Württemberg    | Platz 06 (von 10)       |                         |